# 铃兰氨酸
铃兰氨酸，学名L-(-)-环丁胺-2-羧酸（英語：L-(-)-Azetidine-2-carboxylic acid），缩写为Aze或Azc，是一种非蛋白质氨基酸，为脯氨酸的同系物。在结构上，铃兰氨酸为一个含氮四元环吖丁啶连接一个羧基取代基得到，其与脯氨酸的区别在于前者为四元环，后者为五元环。铃兰氨酸具有作为脯氨酸类似物的能力，可以代替脯氨酸整合到蛋白质中。

## 合成
铃兰氨酸可由γ-羟基丁酸通过α-溴化反应少量获得的。溴化反应得到的γ-氨基-α-溴丁酸中间体中除去溴化氢，再用氢氧化钡溶液处理进行环合即可得到。光学活性的铃兰氨酸是通过将α,γ-二氨基丁酸二盐酸盐与亚硝酸和盐酸混合物反应生成γ-氨基-α-氯丁酸，然后消去氯化氢，再用氢氧化钡处理进行环化而获得。

## 分布
铃兰氨酸于1955年发现，其存在于一些特定植物的根茎和新鲜叶片中，已知其存在于铃兰和黄精属等天门冬科植物中。

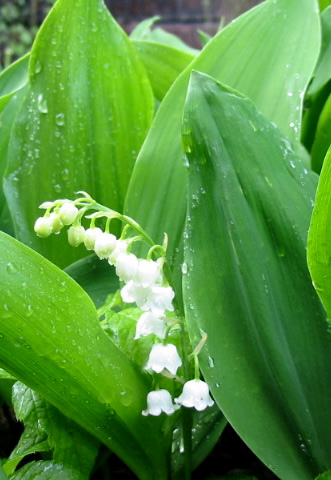
铃兰

在一些豆科植物中也发现了铃兰氨酸。在一些食用、园艺和糖用甜菜中也发现了少量铃兰氨酸。

## 毒性
研究表明，当铃兰氨酸被错误地代替脯氨酸整合到蛋白质中时，铃兰氨酸会阻碍竞争植物的生长并毒害捕食者。其他研究表明，铃兰氨酸会导致鸭、仓鼠、老鼠和兔子等各种动物出现各种毒性和致畸性疾病。
铃兰氨酸错误整合到人体蛋白质中会改变胶原蛋白、角蛋白、血红蛋白和蛋白质折叠。然而，由于缺乏详细的毒理学数据，以及需要更多关于铃兰氨酸对特定蛋白质的破坏性影响的直接证据，因此目前无法确定其对人体的毒性。对人类脯氨酰-转运核糖核酸合成酶和丙氨酰-tRNA合成酶的分子研究表明，铃兰氨酸以脯氨酸的形式整合到蛋白质中，并在体内产生毒性。由于其对丙氨酸和脯氨酸的双重模仿作用，即使铃兰氨酸似乎适合两种tRNA合成酶的活性位点，它也会被丙氨酰-tRNA合成酶的转移后编译系统拒绝。